# Aklavik
Aklavik (inuvialuktun: Akłarvik) és un municipi del nord-oest del Canadà que té 594 habitants. L'alcalde és Andrew Charlie.